# Konüs-index
A Konüs-index Alekszandr Alekszandrovics Konüs orosz közgazdász által kidolgozott elméleti árindex. Alapja hogy az árváltozásokat a felhasználó gazdaságossági referenciái alapján számolja. Az axiomatikus árindexektől eltérően nem tételezi fel, hogy az árak és mennyiségek a különböző idő intervallumokban független változók. Gyakorlatban árindexszámításra ezt az indexet nem használják, viszont az árindexek számításának elméletére nagy hatása volt.

## Elméleti alapok
Az indexszám gazdaságossági megközelítésének elméleti alapja, hogy különböző háztartások esetén a megvásárolt, elfogyasztott mennyiségek különböző gazdasági megfontolásoktól függenek. Ezt a hozzáállást magyarázza, hogy a vásárlók igyekeznek lehetőség szerint akkor beszerezni javaikat amikor azok ára a legalacsonyabb azaz igyekeznek optimalizálni fogyasztásukat.
Az elmélet a gazdasági szereplők (vevők vagy eladók) optimalizációs viselkedésén nyugszik. Legyen egy meghatározott {\displaystyle t} időperiódusban {\displaystyle p_{t}} a háztartás által felhasznált az áruk árának vektora. Tételezzük fel, létezik a felhasznált mennyiségek {\displaystyle q_{t}} vektora is ez az {\displaystyle f^{1}} függvénynek minimalizálása révén határozható meg. Az {\displaystyle f^{1}} a fogyasztó preferenciáinak vagy más néven az áruk hasznosságnak a függvénye.
Az indexszám elmélet axiomatikus megközelítésével szemben, a gazdaságossági hozzáállás esetén nem tételezhetjük fel, hogy a {\displaystyle q_{0}} és {\displaystyle q_{1}} mennyiségi vektorok függetlenek a {\displaystyle p_{0}} és {\displaystyle p_{1}} árvektoroktól. A {\displaystyle 0}-ik időperiódusban a {\displaystyle q_{0}} mennyiségi vektort a fogyasztó {\displaystyle f} preferencia függvénye és a {\displaystyle 0}-ik időperiódus {\displaystyle p_{0}} ár vektora határozza meg. Az {\displaystyle 1}-ik időperiódusban a {\displaystyle q_{1}} mennyiségi vektort szintén a fogyasztó {\displaystyle f} preferencia függvénye és a {\displaystyle 1}-ik időperiódus {\displaystyle p_{1}} árai határozzák meg.
Feltételezhető, hogy a fogyasztó az {\displaystyle n} darab fogyasztási cikk különböző kombinációját illetően jól definiált preferencia rendszerrel rendelkezik. Minden kombináció reprezentálható egy {\displaystyle q=[q_{1}...q_{n}]} mennyiségvektorral a fogyasztó különböző lehetséges {\displaystyle q} fogyasztási vektorai előállíthatók egy folytonos nem csökkenő haszonfüggvény {\displaystyle f} segítségével. Ha {\displaystyle f(q^{1})>f(q^{0})}, akkor a fogyasztó a {\displaystyle q^{0}} mennyiségvektorral szembe a {\displaystyle q^{1}} mennyiségvektort részesíti előnybe. A továbbiakban feltételezzük hogy a fogyasztó igyekszik minimalizálni költségeit a {\displaystyle t=0,1} periódusban az {\displaystyle u^{t}\equiv f(q^{t})} hasznossági szinten. Ez azt jelenti, hogy a {\displaystyle q^{t}} fogyasztási vektorra a következő költségminimalizálási feladatot kell megoldani
{\displaystyle C(u^{t},p^{t})\equiv \min _{q}\left\{\sum _{i=1}^{n}p_{i}^{t}q_{i}:f(q)=u^{t}\equiv f(q^{t})\right\}} a vizsgált {\displaystyle t} periódusban.
{\displaystyle =\sum _{i=1}^{n}p_{i}^{t}q_{i}^{t}} ahol {\displaystyle t=0,1}
A {\displaystyle t} periódus {\displaystyle n} árura vetített árvektora {\displaystyle p^{t}}. A {\displaystyle C(u,p)} függvény a fogyasztói költségfüggvény. Konüs megélhetési árindexében ezt a költségfüggvényt használjuk.
a Konüs megélhetési árindexeket a megélhetési költségek minimumának hányadosaként definiáljuk két olyan 0 és 1 periódusra, ahol a fogyasztó szigorúan pozitív {\displaystyle p^{0}\equiv (p_{1}^{0},...,p_{n}^{0})} és {\displaystyle p^{1}\equiv (p_{1}^{1},...,p_{n}^{1})} árvektorral áll szemben, és azonos haszonfüggvényt {\displaystyle u\equiv f(q)}. pozitív referencia mennyiségvektort {\displaystyle q=[q_{1},...,q_{n}]} feltételezve, a Konüs-index képlete a következő.
{\displaystyle P_{K}(p^{0},p^{1},q)={\frac {C(f(q),p^{1})}{C(f(q),p^{0})}}}
Könnyen belátható, hogy a Konüs-index értéke azonos adatokkal számolva a nagyobb egyenlő mint a Laspeyres-index
{\displaystyle P_{Laspeyres}^{t}={\frac {p^{t}\cdot q^{o}}{p^{o}\cdot q^{o}}}\geq {\frac {C(p^{t},u^{o})}{C(p^{o},u^{o})}}={\frac {C(p^{t},u^{o})}{p^{o}\cdot q^{o}}}=P_{K}^{t}(u^{o})}
és kisebb egyenlő mint a Paasche-index.
{\displaystyle P_{Paasche}^{t}={\frac {p^{t}\cdot q^{t}}{p^{o}\cdot q^{t}}}\leq {\frac {C(p^{t},u^{t})}{C(p^{o},u^{t})}}={\frac {p^{t}\cdot q^{t}}{C(p^{o},u^{t})}}=P_{K}^{t}(u^{t})}